# Евританија (округ)
Округ Евританија је округ у периферији Средишња Грчка и истоименој историјској покрајини. Управно средиште округа је истоимени град Карпенизи.
Округ Евританија је успостављен 2011. године на месту некадашње префектуре, која је имала исти назив, обухват и границе.

## Природне одлике
Округ Евританија је унутаркопнени и се са истока граничи се са округом Фтиотида, са југоистока округом Фокида, са севера са округом Кардица, а са југа и запада граничи се са округом Етолија-Акарнанија.
Евританија спада у изразито брдовите округе Грчке са неколико врхова преко 2000 m, а управно седиште Карпенизи лежи на чак 960 m н. в. Доминирају планине из ланца јужних Пинда - Аграфа на северу и Тимфристос и Панаитолико на југу. Унутар њих налзе се узане речне долине, од којих су најпознатије долине река Ахелос и Мегдова. Како су оне често и кањонске, немали број насеља на висоравнима и падинама изнад да тих долина.
Овај округ има и планинску климу, веома оштру за грчке услове. Најбољи услови за живот су у малим и узаним речним долинама и висоравнима.

## Историја
Евританија је насељена још у време Антике. Касније је овај простор био у оквиру Византије. Иако је током векова Евританија била у саставу Османског царства, месно становништво никада није било до краја покорено, већ је одржало посебан вид аутономије. После оснивања савремене Грчке 1832. године и наглог развоја привреде у њеним главним средиштима у приморју, почело је исељавање становништва из овог сиромашног и забитог краја. Осипање месног становништва је било додатно потпомугнуто Другим светским ратом и Грчким грађанским ратом, а нису га спречиле ни бројне мере побољшања (електрична струја, ТВ, савремени путеви, данас интернет) живота током последњих деценија.

## Становништво
По последњим проценама из 2005. године округ Евританија је имао око 35.000 становника, од чега око 1/4 живи у седишту округа, граду Карпенизију, а већина у јако малим забитим селима, где је становништво махом старо и слабије образовано.
Етнички састав: Главно становништво округа су Грци.
Густина насељености је испод 20 ст./км², што је четири пута мање од просека Грчке (око 80 ст./км²), н самом зачељу међу окрузима Грчке. Део око Карпенизија на истоку је нешто боље насељен него планинско залеђе на западу.

## Управна подела и насеља
Округ Евританија се дели на 2 општине:
1. Аграфа
2. Карпенизи

Карпенизи је седиште округа, али се ни он не може описати као већи град (< 10.000 ст.). Остала насеља су углавном са мање од 500 становника.

## Привреда
Евританија је већ деценијама једна од најсиромашнијих области у целој Грчкој. Како је тло високо и голетно, а становништво веома проређено, привреда је слаба и заснована на екстензивном сточарству и традиционалном занатству по већим насељима. Последњих деценијама се развијају еколошки видови туризма, који одговара чисто природно окружење.